# 태그: 더 파워 오브 페인트

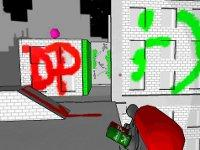
게임 플레이 화면

《태그: 더 파워 오브 페인트》(영어: Tag: The Power of Paint)는 2008년 발매된 퍼즐 게임이다.

## 용어

### 페인트
게임의 등장하는 액체 물질. 2011년 출시된 퍼즐 게임인 포탈 2에서 "젤"이라는 이름으로 나온다.
- 점프 페인트(Jump Paint) : 초록색의 페인트로 플레이어를 뛰게 해준다.
- 스피드 페인트(Speed Paint) : 빨간색의 페인트로 플레이어를 빠르게 이동하게 해준다.
- 끈적이 페인트(Sticky Paint) : 파란색의 페인트로 플레이어를 아무 벽면이나 타고 이동하게 해준다.
- 세척 페인트(Washing Paint) : 하얀색의 페인트로 생성된 페인트를 지워준다.

#### 기술
- 스피드 점프

스피드 페인트 + 점프 페인트
- 끈적이 점프 (미사용)

끈적이 페인트 + 점프 페인트